# Postcodes in Canada

Canadese postregio's

De Postcodes in Canada volgen het stramien
A0A 0A0
(A = letter, 0 = cijfer).
De eerste letter geeft de postregio aan, waarbij van het oosten naar het westen wordt gewerkt:
- A Newfoundland
- B Nova Scotia
- C Prince Edward Island
- D - ontbreekt om verwarring met de O te voorkomen
- E New Brunswick
- F - ontbreekt om verwarring met de E te voorkomen
- G Québec-Oost
- H Montréal en Laval
- I - ontbreekt om verwarring met de 1 te voorkomen
- J Québec-West
- K Ontario-Oost
- L Ontario-Midden
- M Groot-Toronto
- N Ontario-Zuidwest
- O - ontbreekt om verwarring met de 0 te voorkomen
- P Ontario-Nord
- Q - ontbreekt om verwarring met de O te voorkomen
- R Manitoba
- S Saskatchewan
- T Alberta
- U - ontbreekt om verwarring met de V te voorkomen
- V Brits-Columbia
- W - niet gebruikt
- X Northwest Territories, Nunavut
- Y Yukon

## Trivia
Sinds 1983 heeft de Kerstman een officieel Canadees adres met eigen postcode:
SANTA CLAUS
NORTH POLE  H0H 0H0
CANADA
waarbij de postcode H0H 0H0 niet toevallig op Ho ho ho lijkt.